# تاكويا أبه
تاكويا أبه (باليابانية: 阿部 琢久哉) (مواليد 27 نوفمبر 1984)، هو لاعب كرة قدم سابق كان يلعب كمدافع.

## وصلات خارجية
- تاكويا أبه على موقع قاعدة بيانات كرة القدم.إي يو (الإنجليزية)
- تاكويا أبه على موقع Soccerway.com (الإنجليزية)